# Sergio Herrera
Sergio Darío Herrera Month (ur. 15 marca 1981 w Barrancabermeji) – kolumbijski piłkarz występujący na pozycji napastnika.

## Kariera klubowa
Herrera karierę rozpoczynał w 1999 roku w zespole Alianza Petrolera. Jednak jeszcze w tym samym roku przeszedł do argentyńskiego drugoligowca, Almagro. Spędził tam sezon 1999/2000, w ciągu którego zagrał tam w dwóch meczach. W 2000 roku wrócił do Kolumbii, gdzie został graczem Amériki Cali. W latach 2000 oraz 2001 zdobył z nią mistrzostwo Kolumbii, a w 2002 roku mistrzostwo fazy Apertura.
W 2003 roku Herrera powrócił do Alianzy Petrolera. Spędził tam sezon 2003, a potem ponownie przeszedł do Amériki Cali. W połowie 2004 roku podpisał kontrakt z saudyjskim Al-Ittihad. W 2005 roku zdobył z nim Azjatycką Ligę Mistrzów oraz Arabską Ligę Mistrzów.
W 2006 roku Herrera odszedł do brazylijskiego Athletico Paranaense. Następnie grał w kolumbijskim Deportivo Cali, a w 2010 roku trafił do amerykańskiego Columbus Crew. W MLS zadebiutował 9 maja 2010 roku w wygranym 3:2 pojedynku z New England Revolution. Było to jednocześnie jedyne spotkanie rozegrane przez niego w barwach Columbus.
W połowie 2010 roku Herrera podpisał kontrakt z wenezuelskim Deportivo Táchira. W 2011 roku zdobył z nim mistrzostwo Wenezueli.

## Kariera reprezentacyjna
W reprezentacji Kolumbii Herrera zadebiutował w 2004 roku. W tym samym roku został powołany do kadry na turniej Copa América. Zagrał na nim w meczach z Wenezuelą (1:0), Boliwią (1:0), Kostaryką (2:0) oraz Urugwajem (1:2, gol), a Kolumbia zakończyła rozgrywki na 4. miejscu.